# Röthenbach im Emmental
Röthenbach im Emmental is een gemeente en plaats in het Zwitserse kanton Bern, en maakt deel uit van het district Emmental.
Röthenbach im Emmental telt 1.240 inwoners.